# Tara Basro
Tara Basro, née le 11 juin 1990 à Jakarta, est une actrice indonésienne.

## Biographie
Tara née à Jakarta et éduquée en Australie. Elle a commencé sa carrière comme mannequin adolescente, avant de s'établir dans l'industrie cinématographique indonésienne. En commençant par Une copie de mon esprit (2015), Basro est devenu collaboratrice fréquente du réalisateur Joko Anwar, qui la met en vedette dans ses films d'horreur Les esclaves de Satan (2017) et Impétigore (2019), et le film de super-héros Gundala (2019). Elle a reçu le prix Citra de la meilleure actrice en 2015.
Une copie de mon esprit a été projeté au festival international du film de Toronto 2015 et au Mostra de Venise 2015,.